# Dino Lombardi
Berardino Lombardi (Benevento, 10 maggio 1990) è un pilota motociclistico italiano, campione italiano classe Superstock 600 nel 2011.

## Carriera
Dopo aver partecipato a competizioni come la coppa Italia, il campionato Italiano Velocità (dove si classifica settimo nel 2005) e il campionato Europeo Velocità (dove conquista sette punti nel 2005), ha debuttato nel motomondiale nell'edizione 2006 in sella ad una Aprilia RS 125 R nella classe 125, disputando durante l'anno 14 Gran Premi. La stagione successiva è passato alla guida di una Honda RS 125 R del Kopron Team Scot, rimanendo sempre nella stessa classe; le ultime apparizioni avvengono all'inizio del motomondiale 2008 come wild card in sella all'Aprilia del team BQR Blusens. Durante la sua carriera nel motomondiale non è riuscito a conquistare punti per la classifica iridata.
Nel 2009 si classifica quinto nella prima edizione del campionato italiano Stock 600 e disputa quattro gare nell'europeo chiudendo quindicesimo. Nel 2010 partecipa nuovamente al C.I.V. categoria Stock 600 e al campionato europeo Superstock 600 con una Yamaha YZF R6 del team Martini Corse. Senza cambiare team ottiene il titolo del campionato Italiano Velocità 2011 nella categoria Stock 600. Nella stessa stagione si classifica quinto nel campionato europeo.
Nel 2012 corre nel campionato mondiale Supersport, alla guida della Yamaha YZF R6 del team Pata by Martini. A partire dal GP del Nürburgring corre sulla Honda CBR600RR del team Lorini. Nella stessa stagione vince una gara e chiude undicesimo nel CIV Supersport.

## Risultati in gara

### Motomondiale
| 2006 | Classe | Moto    |  |  |    |    |    |    |    |    |    |     |    |    |     |    |    |    |    |  | Punti | Pos. |
| ---- | ------ | ------- |  |  | -- | -- | -- | -- | -- | -- | -- | --- | -- | -- | --- | -- | -- | -- | -- |  | ----- | ---- |
| 2006 | 125    | Aprilia |  |  | 33 | 31 | 30 | 27 | 26 | 30 | NC | Rit | NE | 28 | Rit | 24 | 26 | 22 | 31 |  | 0     |      |

| 2007 | Classe | Moto  |  |    |     |    |    |     |    |  |  |    |    |    |     |     |     |    |     |    | Punti | Pos. |
| ---- | ------ | ----- |  | -- | --- | -- | -- | --- | -- |  |  | -- | -- | -- | --- | --- | --- | -- | --- | -- | ----- | ---- |
| 2007 | 125    | Honda |  | 23 | Rit | 24 | 21 | Rit | NP |  |  | NP | NE | 26 | Rit | Rit | Rit | 24 | Rit | 25 | 0     |      |

| 2008 | Classe | Moto    |     |  |    |  |  |  |  |  |  |  |    |  |  |  |  |  |  |  | Punti | Pos. |
| ---- | ------ | ------- | --- |  | -- |  |  |  |  |  |  |  | -- |  |  |  |  |  |  |  | ----- | ---- |
| 2008 | 125    | Aprilia | Rit |  | 23 |  |  |  |  |  |  |  | NE |  |  |  |  |  |  |  | 0     |      |

| Legenda | 1º posto        | 2º posto            | 3º posto            | A punti      | Senza punti        | Grassetto – Pole position Corsivo – Giro più veloce |
| Legenda | Gara non valida | Non qual./Non part. | Ritirato/Non class. | Squalificato | '-' Dato non disp. | Grassetto – Pole position Corsivo – Giro più veloce |

### Campionato mondiale Supersport
| 2012 | Moto           |    |     |     |    |    |    |    |    |    |    |    |     |    |  | Punti | Pos. |
| ---- | -------------- | -- | --- | --- | -- | -- | -- | -- | -- | -- | -- | -- | --- | -- |  | ----- | ---- |
| 2012 | Yamaha e Honda | 20 | Rit | Rit | 22 | 23 | 14 | 17 | 18 | 20 | 23 | 18 | Rit | NP |  | 2     | 37º  |

| 2013 | Moto   |     |  |    |    |  |  |  |  |  |  |  |  |  |  | Punti | Pos. |
| ---- | ------ | --- |  | -- | -- |  |  |  |  |  |  |  |  |  |  | ----- | ---- |
| 2013 | Yamaha | Rit |  | 24 | 21 |  |  |  |  |  |  |  |  |  |  | 0     |      |

| Legenda | 1º posto        | 2º posto            | 3º posto           | A punti      | Senza punti        | Grassetto – Pole position Corsivo – Giro più veloce |
| Legenda | Gara non valida | Non qual./Non part. | Ritirato/Non class | Squalificato | '-' Dato non disp. | Grassetto – Pole position Corsivo – Giro più veloce |